# Iglesia de Nuestra Señora del Castillo (Calatañazor)

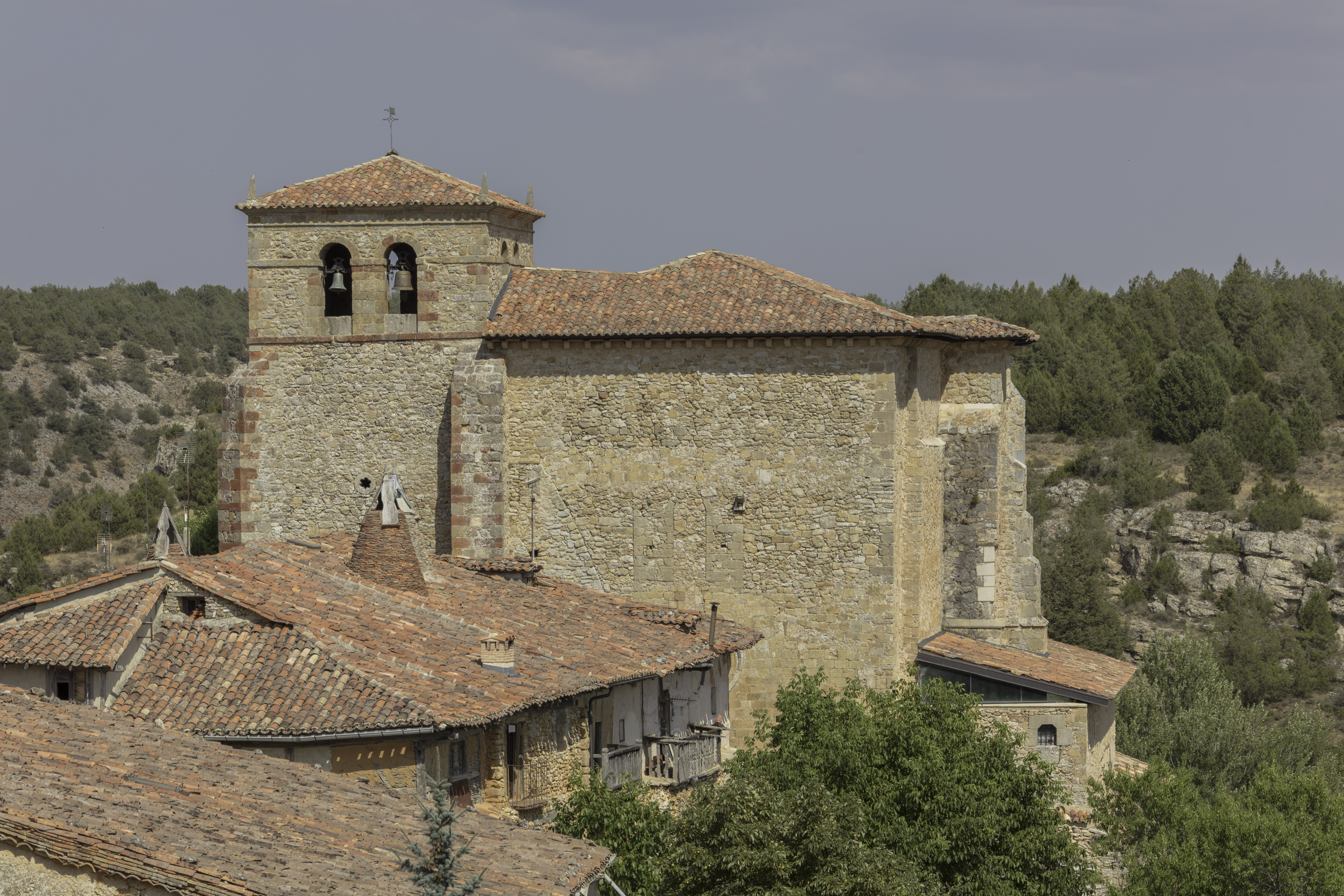
Vista general de la iglesia desde el castillo.

La Iglesia de Nuestra Señora del Castillo es un templo católico situado en la localidad de Calatañazor, provincia de Soria (España). La iglesia forma parte del centro histórico de Calatañazor, bien de interés cultural español desde 1962.

## Características
La iglesia se construyó entre los siglos XII y XVI por lo que inicialmente era de estilo románico que se complementó con el gótico. De la fase románica se conservan, además de la base, la portada y tres arquivoltas. En los capiteles se observan animales y el edificio cuenta con tres ventanillas ciegas con el arco de la ventanilla central lobulado.
En el interior destaca el retablo policromado del siglo XVIII y de estilo manierista situado frente al ábside y rematado con una bóveda de estilo gótico. 
En la iglesia se encuentra un pequeño museo parroquial que cuenta con diferentes pinturas, obras de orfebrería y escultura, así como fondos del archivo histórico de la villa.

## Galería de imágenes

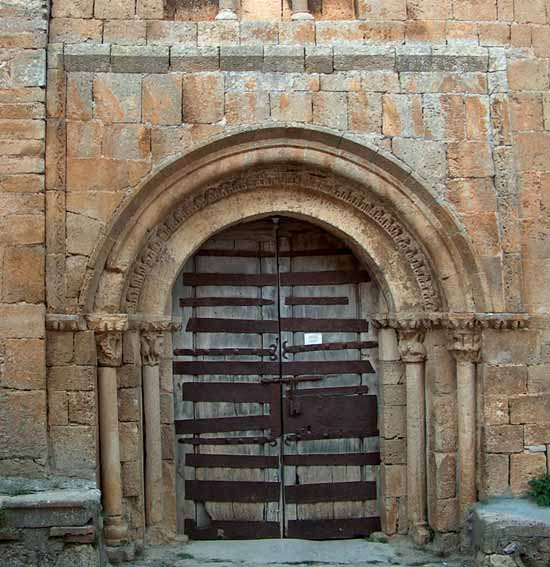
Detalle del alfiz y las tres arquivoltas de la portada.
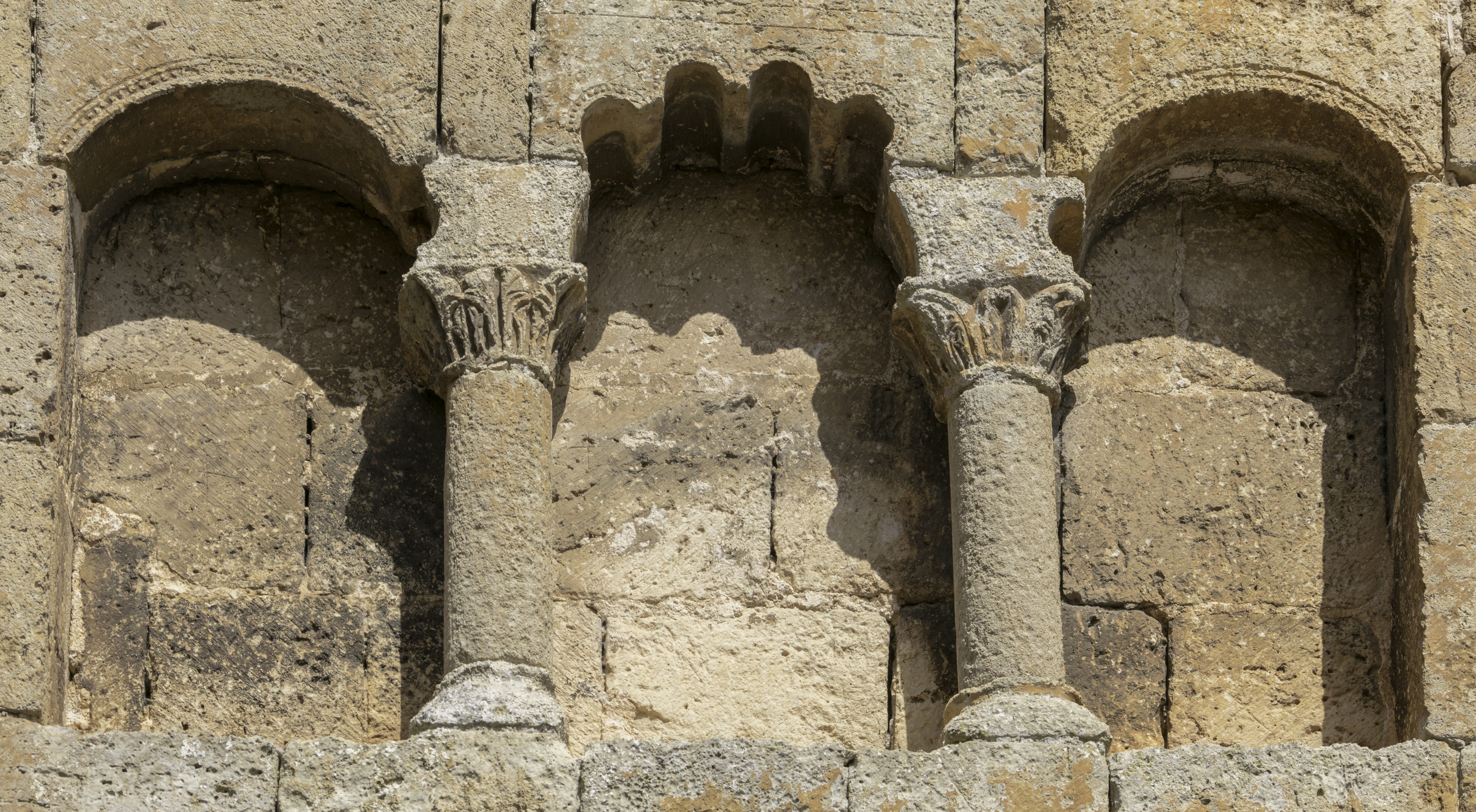
Ventanas ciegas.
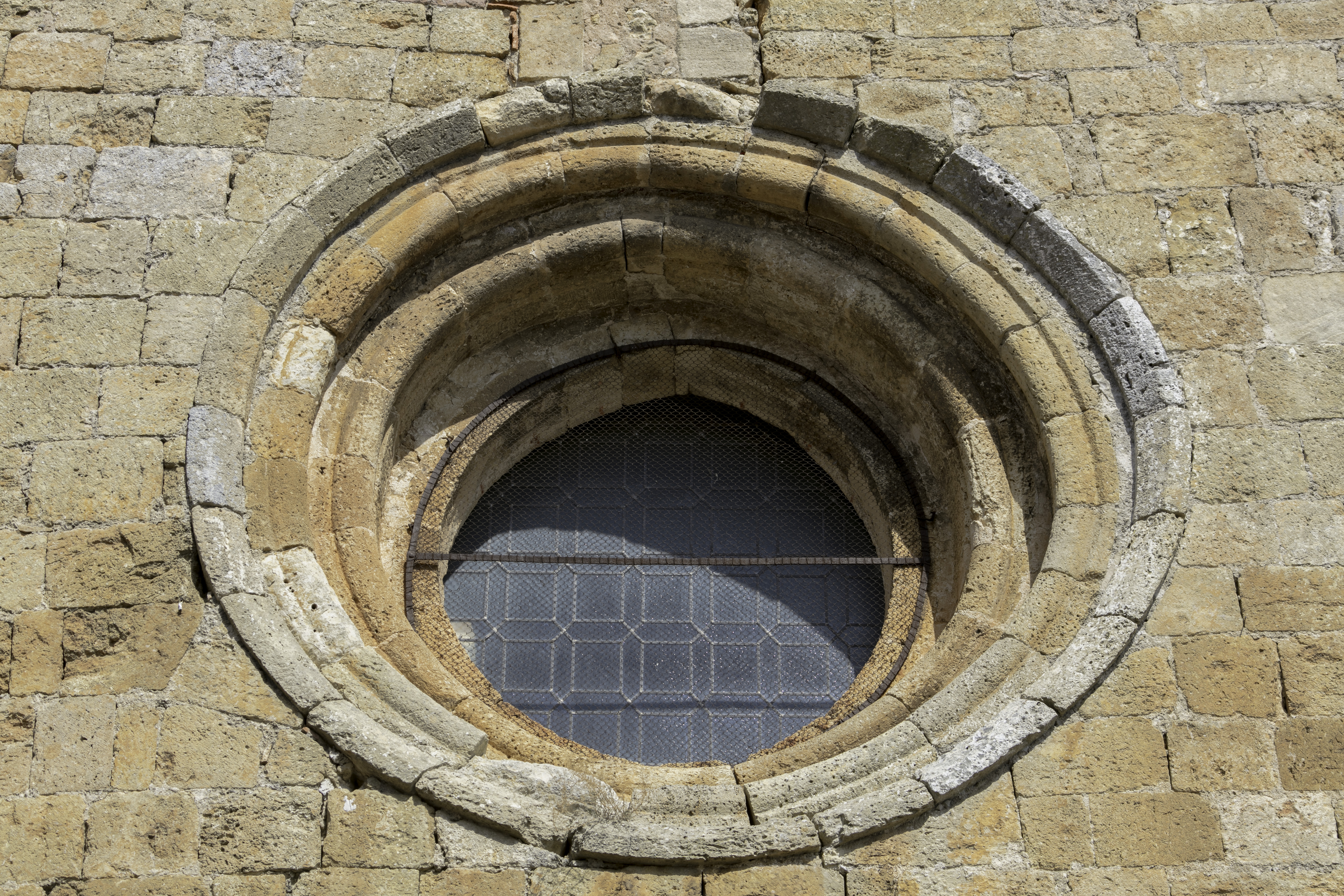
Ventana de cristal.
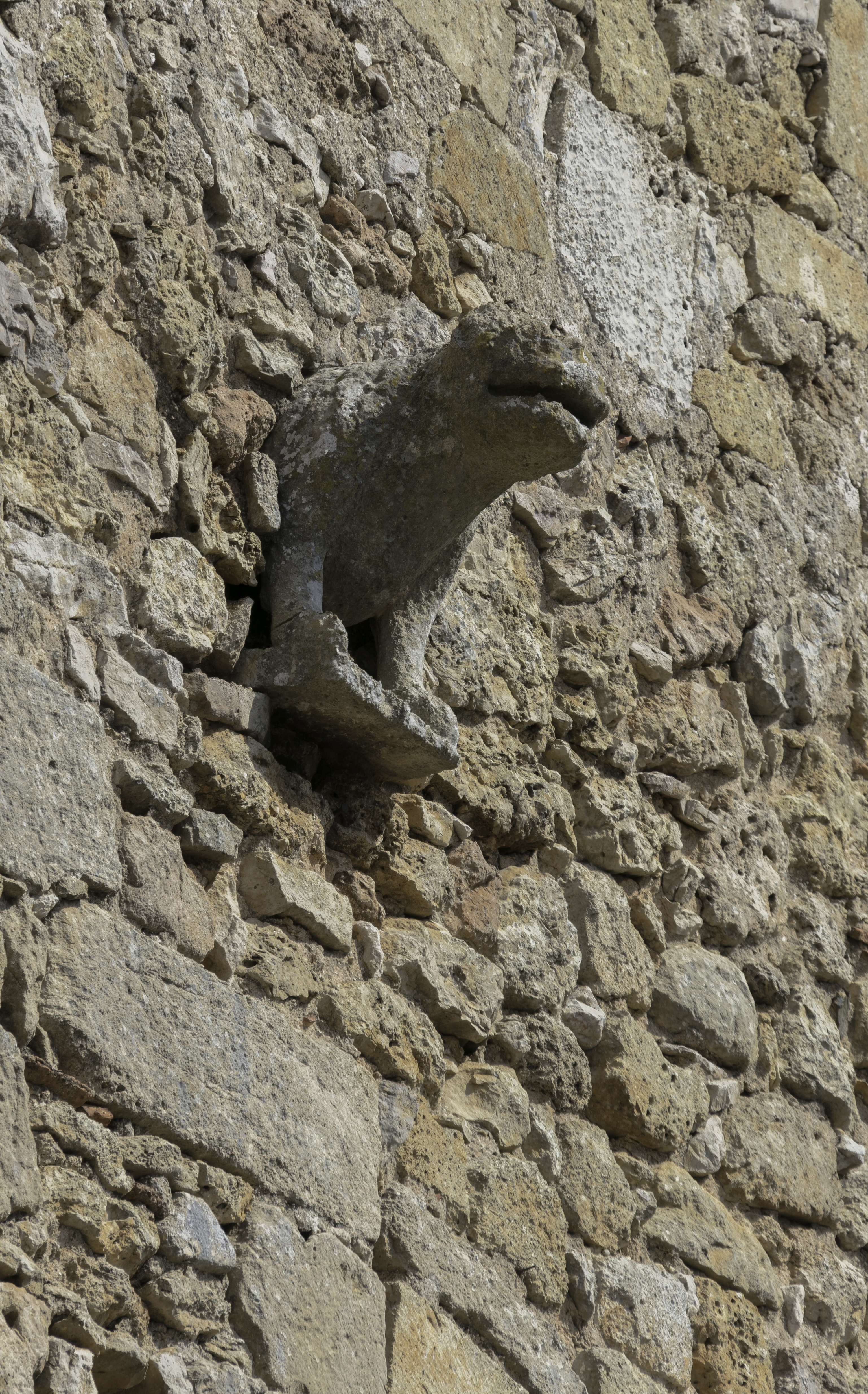
Gárgola.